# Bank Rakyat Indonesia

Dawne logo Bank Rakyat Indonesia

PT Bank Rakyat Indonesia Individu założony w 1895 roku indonezyjski bank z siedzibą w Dżakarcie.